# Silvestre de Sacy
Antoine Isaac, baron Silvestre de Sacy (21. září 1758 Paříž – 21. února 1838 Paříž) byl francouzský filolog, překladatel a polyglot který je považován za zakladatele moderní arabistiky a který měl zásadní vliv na rozvoj orientalistiky.
Jeho socha je jednou ze 146 soch umístěných na fasádě budovy Hôtel de ville de Paris.

## Dílo
- Mémoires Sur l'histoire des Arabes avant Mahomet, 1785
- Memoires sur diverses antiquites de la Perse, 1793